# 花室川
花室川（はなむろがわ）は、茨城県の南部を流れ霞ヶ浦に注ぐ利根川水系の一級河川である。

## 地理
つくば市玉取付近の田端を源に発し南南東に流れ、つくば市花園付近で流れを南東に変え、つくば市、土浦市を通り、阿見町の陸上自衛隊土浦駐屯地の北側で霞ヶ浦に注ぐ。水路の端は玉取にあるが、特に川幅が広くなるつくば市花室より下流を花室川と呼ぶ。昔は、つくば市花園付近に花室大池という大規模なため池があり、花室川の水源の一つだったが、現在は埋め立てられている。1968年に完成した土浦用水によって田畑の灌漑用の水が桜川から引き揚げられ、筑波研究学園都市の下を地下水路で通って一ノ矢付近で放水されるため、夏でも比較的水量が豊富である。

## 河床から発見された化石について
1975年2月、花室川中流の河床で宮本章によって、ナウマンゾウの臼歯の化石が発見された。さらに、1977年2月には市原進によって、ナウマンゾウの臼歯を伴う下顎骨が発見された。1984年10月には当時茗溪学園中等部の生徒によりナウマンゾウの臼歯が発見された。その後もナウマンゾウやオオツノジカなどの化石が多く発見されている。現在、これらのナウマンゾウの化石の多くは、桜歴史民俗資料館や地質標本館（産業技術総合研究所つくば本部内）に保存されている
。
また、シカの骨なども河床で発見されている
。

## 橋梁
- 台坪橋 (茨城県道200号藤沢豊里線)
- 三枚橋
- 松美橋
- 柴崎橋
- 山王橋
- 東岡橋
- 大池橋（茨城県道24号土浦境線）
- 池下橋
- 花室橋（茨城県道24号土浦境線・土浦学園線）
- 一つ橋
- 中神橋
- 倉掛橋
- 九重橋（茨城県道123号土浦坂東線）
- 上の室橋
- 渡戸橋
- 柏橋（茨城県道201号藤沢荒川沖線）
- 大角豆橋（）
- 上広岡橋
- 榎橋
- 松下橋
- 姥久保橋
- 花室川橋（常磐自動車道）
- 下広岡橋
- 永田橋
- 西根橋
- 源兵衛橋
- 大川橋
- 名称不明
- 名称不明（国道6号土浦バイパス）
- 新東橋（国道6号土浦バイパス）
- 名称不明（国道6号土浦バイパス）
- 東橋（国道354号）
- 沖田橋
- 塚田橋
- 花室川橋梁（常磐線）
- 籾塚橋
- 大橋
- 花室川橋（茨城県道48号土浦竜ヶ崎線）
- 親和橋（茨城県道48号土浦竜ヶ崎線）
- 大若橋
- 小岩橋
- 阿見境橋
- 根崎橋
- 柿の木橋[5]
- 精進橋（国道125号）